# Pablo Bouza
Pour les articles homonymes, voir Bouza (homonymie).
Pas d'image ? Cliquez ici

a Compétitions nationales et continentales officielles uniquement.

b Matchs officiels uniquement.
Dernière mise à jour le 29 novembre 2024.
Pablo Bouza, né le 9 mai 1973 à Rosario (Argentine), est un joueur international argentin de rugby à XV jouant aux postes de deuxième ligne ou troisième ligne centre. Il se reconvertit en entraîneur et est le sélectionneur de l'Espagne depuis 2024.
Il commence sa carrière de joueur avec les Duendes où il joue jusqu'en 2005. Il vient finir sa carrière en Angleterre et joue successivement avec les Harlequins puis Leeds Carnegie. De 1996 à 2007, il est également sélectionné en équipe d'Argentine.
Après sa carrière de joueur, il se reconvertit en entraîneur et commence en tant qu'adjoint de la sélection nationale argentine. Il entraîne également l'équipe d'Argentine XV avec qui il remporte notamment l'Americas Rugby Championship en 2016. Ensuite, en 2019, il travaille en tant que conseiller à la haute performance, à la fois pour Sudamérica Rugby et World Rugby et collabore avec l'Uruguay dans la perspective de la Coupe du monde 2019. Puis, de 2020 à 2023, il entraîne le Peñarol Rugby, où il remporte la Super Rugby Américas en 2022 et 2023.

## Biographie

### Jeunesse et formation
Pablo Bouza nait à Rosario en Argentine. Son père Mario a été l'un des premiers internationaux argentins de cette ville, et son frère aîné Leandro a également joué avec les Pumas en 1992. Pablo Bouza est formé au club du Duendes RC, basé dans sa ville natale.

### Carrière de joueur
Pablo Bouza commence sa carrière de joueur dans son pays au Duendes RC.
Il joue ensuite en Angleterre, aux Harlequins avec qui il remporte le Championnat d'Angleterre de 2e division en 2006 et permet au club de remonter en première division,. Il rejoint enfin les Leeds Carnegie avec qui il remporte également le Championnat d'Angleterre de rugby à XV de 2e division en 2007 puis termine sa carrière de joueur l'année suivante,.
En parallèle, il obtient 37 sélections internationales en équipe d'Argentine de 1996 à 2007. Il connaît sa première cape le 8 juin 1996 contre l'Uruguay. Il participe notamment à la Coupe du monde 2003.

### Carrière d'entraîneur
À la suite de sa carrière de joueur, Pablo Bouza devient l'entraîneur adjoint des Pumas de 2013 à 2018, d'abord avec Daniel Hourcade, puis avec son ancien coéquipier Mario Ledesma. Durant cette période, il entraîne notamment l'équipe d'Argentine XV, la réserve de l'équipe nationale, avec qui il remporte l'Americas Rugby Championship en 2016,.
Après avoir quitté ce poste, il commence, en 2019, à travailler en tant que conseiller à la haute performance avec Daniel Hourcade, à la fois pour Sudamérica Rugby et World Rugby.
Après avoir collaboré avec l'Uruguay dans la perspective de la Coupe du monde 2019, il devient en 2020 l'entraîneur du Peñarol Rugby, pour la première saison de la Súperliga Americana de Rugby. La saison est cependant interrompue à cause de la pandémie de Covid-19, après seulement une journée. Pour sa première saison complète l'année suivante, en 2021, son équipe se qualifie pour la première finale de l'histoire de la compétition. Toutefois, face aux Argentins des Jaguares, Peñarol s'incline sur le score de 36 à 28.
En 2022, Peñarol élimine les Colombiens des Cafeteros Pro en demi-finale et se qualifie donc encore une fois pour la finale. Cette fois, les Uruguayens font face à Selknam pour le titre. Ils s'imposent 24-13 et Pablo Bouza permet à la franchise de remporter le premier titre de son histoire. Puis, en 2023, il mène de nouveau son équipe au titre après une victoire en finale 23 à 17 contre les Dogos XV,. Il reste conseiller technique de l'Uruguay durant la Coupe du monde 2023.
Après la compétition, il accepte le poste de sélectionneur de l'équipe nationale espagnole et prend ses fonctions en 2024. Pablo Bouza fait son baptême du rugby européen à Amsterdam (victoire 18-20), lors du premier match du Championnat d'Europe 2024. L'Espagne termine à troisième place, derrière la Géorgie et le Portugal. Lors des tests de novembre, il fait également le dur apprentissage des relations entre clubs professionnels et nations du « Tiers 2 ». Après avoir obtenu l'engagement de clubs français concernant la libération de joueurs internationaux, ceux-ci reviennent sur leur parole au dernier moment et sans motif. Ainsi par exemple le Stade toulousain ne libère pas Joel Merkler pour des rencontres pourtant inscrites dans une fenêtre internationale. Pablo Bouza déclare publiquement qu'il ne perdra plus son temps à négocier ses joueurs avec les clubs français.

## Statistiques en équipe nationale
- Sélections par année avec l'équipe d'Argentine : 4 en 1996, 5 en 1997, 2 en 1998, 3 en 2002, 7 en 2003, 6 en 2004, 6 en 2005, 2 en 2006, 2 en 2007.
- 10 essais (50 points).
- Participation à la Coupe du monde 2003 (2 matchs comme titulaire, 4 essais).

## Palmarès

### Joueur
- Harlequins
  - Vainqueur du Championnat d'Angleterre de 2e division en 2006

- Leeds Carnegie
  - Vainqueur du Championnat d'Angleterre de 2e division en 2007

### Entraîneur
- Argentine XV
  - Vainqueur de l'Americas Rugby Championship en 2016

- Peñarol
  - Finaliste de la Superliga Americana en 2021
  - Vainqueur du Super Rugby Américas en 2022 et 2023